# Combat de Riaillé (1794)
Pour les articles homonymes, voir Combat de Riaillé.
Chouannerie
La combat de Riaillé se déroula lors de la Chouannerie. 

## La bataille
Après leur victoire au Bois-Hutan, les Chouans se cantonnent à l'Abbaye Notre-Dame de Pontron, puis le lendemain, gagnent les bois de Saint-Hubert, près de Freigné. Une troupe de 300 Chouans commandés par Gourlet et Coquereau se détache de la colonne et se porte en direction de Riaillé. Les Chouans ont l'intention d'y exercer des représailles, en mars cette commune, dont une partie de la population était d'opinion républicaine, avait livré des battues contre les insurgés, deux d'entre eux avaient été pris et fusillés à Pannecé. Le 7 juin, à l'aube, les Chouans envahissent le bourg, 28 Républicains périssent, tués au combat ou massacrés. Les Chouans détruisent également les fourneaux et les forges qui servaient à la fabrication de boulets de canons.